# Хищные сумчатые
Хищные сумчатые (лат. Dasyuromorphia) — отряд австралазийских сумчатых (Marsupialia). Большинство сумчатых, питающихся мясом, относятся к этому отряду. Многие виды европейские поселенцы назвали по знакомым им плацентарным млекопитающим, обитающим в Старом Свете. В действительности никакого родства между этими видами и их плацентарными тёзками не существует, а внешняя схожесть — следствие конвергентной эволюции.

## Общая характеристика
В рамках одного отряда сосуществуют современные виды, чья масса тела различается более чем на три порядка — от северной сумчатой мыши, самого маленького известного представителя сумчатых (4 г), до тасманийского дьявола (более 8 кг) и исчезнувшего в XX веке сумчатого волка, весившего до 35 кг. Соответственно различаются и размеры тела: наиболее мелкие сумчатые мыши в длину имеют 7—10 см, а сумчатый волк и тасманийский дьявол по размерам сравнимы с собаками. Внешний облик также может сильно различаться, и в процессе конвергентной эволюции многие хищные сумчатые приобрели сходство с млекопитающими Старого Света — тушканчиками, мышами, землеройками, куницами, собаками, — что отразилось в их родовых и видовых названиях.
Строение организма наиболее архаичное из всех сумчатых. Стопы и кисти пятипалые, не специализированные. Выводковая сумка обычно недоразвита. Шерсть густая и короткая. Хвост (в отличие от опоссумов, не хватательный) покрыт шерстью по всей длине. Зубная формула 4.1.2.43.1.2.4 или 4.1.3.43.1.3.4; резцы мелкие, клыки и моляры увеличенные, у крупных видов моляры приспособлены для дробления костей. Сочетание многопалости и полипротодонтии (наличия больше чем одной пары нижних резцов) является уникальным для хищных сумчатых Австралазии, в совокупности с тремя и менее премолярами и четырьмя молярами представляя собой диагностический признак для данного отряда.

## Распространение и образ жизни
Хищные сумчатые населяют Австралию, Новую Гвинею, Тасманию и более мелкие близлежащие острова. Условия обитания разнообразны, от морского побережья до горных районов на высотах до 4000 м над уровнем моря. Образ жизни ночной, преимущественно наземный, редко древесный. В основном плото- и насекомоядны, но отдельные виды демонстрируют адаптацию к другим экологическим нишам. Среди представителей отряда — единственное сумчатое, полностью адаптировавшееся к питанию общественными насекомыми (сумчатый муравьед); другим примером адаптации может служить скачущий вид — сумчатый тушканчик. Некоторые виды демонстрируют необычную для млекопитающих черту — семельпарию, или моноцикличность: самцы размножаются только один раз, умирая вскоре после этого.

## Систематика и эволюционная история
Впервые хищные сумчатые выделены Т. Н. Гиллом в 1872 году как подотряд в отряде сумчатых. С 1987 года (Алпин и Арчер) чаще рассматриваются как отряд. Отряд состоит из двух современных семейств и одного вымершего в историческое время (в квадратных скобках указано количество рецентных родов, современных видов и видов, вымерших в историческое время, согласно ASM Mammal Diversity Database [v. 1.10]):
- Сумчатые куницы (Dasyuridae) [ 17 / 76 / 0 ]
- Сумчатые муравьеды (Myrmecobiidae) [ 1 / 1 / 0 ]
- † Сумчатые волки (Thylacinidae) [ 1 / 0 / 1 ].

Несмотря на то, что хищные сумчатые — второй по разнообразию отряд сумчатых после двурезцовых и в нём уже описано 77 ныне живущих видов (а также один вымерший в историческое время), два из рецентных семейств — сумчатые муравьеды и сумчатые волки — включают только по одному рецентному виду, а абсолютное большинство известных видов входит в семейство сумчатых куниц. Это семейство в XXI веке разделяют на 4 чётко различаемых трибы — Dasyurini, Phascogalini, Planigalini и Sminthopsini. Помимо современных семейств, к хищным сумчатым относят также семейство Malleodectidae, известное только по ископаемым остаткам. Описан также ряд ископаемых родов (Ankotarinja, Dasylurinja, Keeuna, Wakamatha), возможно, относящихся к отряду хищных сумчатых, однако более точно их место в систематике этого отряда не определено. Согласно альтернативным данным, Ankotarinja и Keeuna не принадлежат к хищным сумчатым, а близки к роду Djarthia из раннего эоцена. Ранее высказывались предположения о родстве австралазийских хищных сумчатых и южноамериканского отряда спрассодонтов, но в дальнейшем было доказано, что их сходство представляет собой продукт конвергентной эволюции.
Биологи сходятся во мнении, что сумчатые волки были первой современной ветвью на филогенетическом дереве хищных сумчатых. По-видимому, они занимали господствующие позиции в нише млекопитающих хищников Австралии в позднем олигоцене и миоцене. Древнейший вид сумчатых, признанный представителем отряда хищных сумчатых, — Badjcinus turnbulli из отложений верхнего олигоцена в Риверслейде (Квинсленд). По наиболее современным оценкам, он принадлежал к семейству сумчатых волков. Однако адаптивная радиация, приведшая к высокому видовому разнообразию в современном семействе сумчатых куниц, по-видимому, началась не раньше миоцена, и наиболее ранние фоссилии, которые с уверенностью можно опознать как принадлежащие одному из современных родов этого семейства, датируются ранним плиоценом. При этом вероятно, что первые подобные роды сформировались раньше, в среднем миоцене. В семействе сумчатых муравьедов вид, существующий в настоящее время, остаётся и единственным известным. Древнейшие фоссилии сумчатого муравьеда датируются плейстоценом.